# Association of Evangelical Lutheran Churches
Association of Evangelical Lutheran Churches (AELC) var ett kortlivat lutherskt trossamfund i USA, bildat 1976 av församlingar med anknytning till rörelsen Evangelical Lutherans in Mission (ELIM).
ELIM var en liberal strömning inom den Lutherska Missourisynoden som bildats på grund av teologiska motsättningar inom synoden, under 1960- och början av 70-talet.
Dessa motsättningar började när några lärare vid synodens teologiska högskola Concordia Seminary i Saint Louis, började tillämpa en historisk-kritisk bibelsyn i sin undervisning. Samfundsledningen tillsatte en treårig utredning som resulterade i ett förslag om att detta inte längre skulle få förekomma. Förslaget antogs vid synodens konvent 1973 men skolans rektor vägrade att efterkomma beslutet och suspenderades därför året därpå.
Många studenter och lärare lämnade skolan och bildade sitt eget seminarium i exil, "Seminex". Fyra distriktsföreståndare som deklarerat att de tänkte ordinera präster som examinerats vid Seminex uteslöts ur Missourisynoden vid konventet 1975.
Motsättningarna var nu så stora att en splittring av synoden blev ofrånkomlig och 1976 samlades den teologiskt liberala oppositionen i AELC, som kom att bestå av omkring 300 församlingar med över  100 000 medlemmar, många av dem med historisk bakgrund bland tyska invandrarkyrkor.
Redan från starten restes önskemål om ett samgående med två teologiskt närbesläktade kyrkor; Lutheran Church in America (LCA) och The American Lutheran Church (ALC). Intresset visade sig vara ömsesidigt och i januari 1979 bildade de tre lutherska trossamfunden "Committee on Lutheran Unity".
AELC:s biskop William Kohn hade intensiva överläggningar, med sina kollegor i de båda andra samfunden och med kommittén, som 1982 ledde fram till likalydande beslut vid de tre kyrkornas konferenser om att påbörja vägen mot en ny gemensam kyrka. En ny grupp med 70 medlemmar, Commission for a New Lutheran Church (CNLC), valdes och en tidtabell för samgåendet spikades. Denna kommission hade slutfört sitt arbete 1986 och i augusti samma år antog de tre kyrkorna, vid samtidiga konferenser med telefonuppkoppling, med stor majoritet att gå samman.
Den nye biskopen Will Herzfeld fick leda avvecklandet av AELC vid konferensen den 29 april 1987. De två följande dagarna bildades Evangelical Lutheran Church in America (ELCA) vid ett konstituerande årsmöte i Columbus, Ohio. Den 31 december 1987 upphörde AELC och dess båda systerkyrkor att existera som juridiska personer och den 1 januari 1988 blev ELCA deras lagliga efterträdare.